# 巨蛇座ψ
巨蛇座ψ，又名BD+02 2989，HD 140538、SAO 121152、HR 5853，是巨蛇座的一颗恒星，视星等为5.88，位于銀經9.7，銀緯41.97，其B1900.0坐标为赤經15h 38m 59.9s，赤緯+2° 41.97′ 8″。